# Гринёв, Олег Витальевич
Олег Витальевич Гринёв (род. в 1963 году) ― российский скульптор, педагог, член Союза художников России.

## Биография
Родился Олег Гринёв в 1963 году. В 1987 году кончил Орловское художественное училище (скульптура), в 1994 году — Красноярский государственный художественный институт (станковая скульптура). Олег Витальевич ученик народного художника России, академика Юрия Павловича Ишханова. В 1993—2010 годах работал в Красноярском государственный художественном институте на кафедре «Скульптура»: 1993 год — преподаватель-стажёр, 1998 год — старший преподаватель, 2001 год — и. о. доцента кафедры, 2003 год — доцент кафедры, 2004 — заведующий кафедрой, 2005 — и. о. профессора кафедры, 2010 год — профессор кафедры, в 2012 году — руководитель творческой мастерской станковой скульптуры КГХИ. С 2017 года работает заведующим кафедрой «Скульптура», профессор, руководитель творческой мастерской станковой скульптуры Красноярского государственного института искусств.
Олег Витальевич Гринёв создал памятник Герою Социалистического Труда А. Е. Бочкину, памятник В. И. Гулидову (совместно с Ю. П. Ишхановым), бюст губернатора Красноярского края А. И. Лебедя, бюст Героя Социалистического Труда П. Т. Штефана.
Олег Витальевич отмечен дипломом Российской Академии Художеств, дипломом Союза художников России, серебряной медалью Союза художников России, дипломами и благодарственными письмами краевого и городского управления культуры, законодательного собрания края, губернатора и мэра города Красноярска. С 1992 года принимает участие во многих городских, межрегиональных, академических, краевых и международных выставках.
В музеях города Красноярска и Красноярского края, в Московском музее современного искусства, в музее кадетского корпуса им. А. И. Лебедя, в Красноярском театре им. А. С. Пушкина находятся творческие работы Олега Витальевича Гринёва. Работы Олега Гринёва находятся не только в частных собраниях в России, но и за рубежом (Италия, США, Канада и КНР).

## Заслуги
- Диплом Российской Академии Художеств (1998).

- Диплом Союза художников России (2005).

- Серебряная медаль Союза художников России (2013).

- Дипломы и благодарственные письма краевого и городского управления культуры, законодательного собрания края, губернатора и мэра города Красноярска.

## Выставки
- VIII Региональная выставка художественная «Сибирь» (Красноярск).

- IX Региональная выставка «Сибирь» (Омск).

- Всероссийская художественная выставка «Россия ХII» (Москва).

- Всероссийская выставка дипломных работ художественных вузов (Красноярск).

- Международная художественная выставка «Учителя и ученики» (Красноярск РАХ).

- Персональная выставка (Железногорск).

## Публикации
- Каталог «Выставка работ молодых художников», г. Красноярск, 1997 г., стр. 8.

- Альбом «Красноярский государственный художественный институт», г. Красноярск, 1997 г., стр. 10, 20.

- Журнал «День и ночь», г. Красноярск, № 4―5, июль-октябрь, 1998 г., стр. 350, 351.

- Каталог "Восьмая региональная художественная выставка «Сибирь», г. Красноярск, 1998 г., стр. 48.

- Каталог «Пятая отчетная выставка творческих мастерских живописи, скульптуры, графики», г. Красноярск, 1998 г., стр. 9, 13.

- Каталог «Выставка работ молодых художников», г. Красноярск, 1998 г., стр. 8.

- Каталог «Модель и образ „Ню“ в живописи, скульптуре и графике», г. Красноярск, 2000 г., стр. 13.

- Каталог «Мастер и его ученики», г. Красноярск, 2000 г., стр. 3, 8.

- Альбом «Ю. П. Ишханов», г. Красноярск, 2000 г., стр. 18.

- Альбом «Красноярский государственный художественный институт», г. Красноярск, 2003 г., стр. 68, 69, 79, 82.

- Каталог «Всероссийская выставка дипломных работ художественных ВУЗов», г. Красноярск, 2003 г., стр. 44.

- Каталог «Выставка живописи, скульптуры, графики и декоративно-прикладного искусства», г. Ачинск, 2004 г., стр. 8.

- Каталог «Выставка работ художников Красноярского края, Таймыра, Эвенкии», г. Красноярск, 2004 г., стр. 4.

- Скульптор «Юрий Ишханов», автор Москалюк М. В., Красноярск 2009 г., стр.132.

- Альбом «Художники земли Красноярской», г. Красноярск, 2007 г., стр. 24, 231.

- Альбом "Российская Академия художеств, ХХ лет отделению «Урал, Сибирь, Дальний Восток», г. Красноярск, 2008 г., стр. 120.

- «Большой энциклопедический словарь Красноярского края» том 1, издательство «Буква С», Красноярск 2010, стр. 122.

- Альбом « Красноярский государственный художественный институт», том 2 (преподаватели) Китай, 2016 г. г. Харбин, стр.110―115.

## Проекты, творческие работы
- Памятник В. И. Гулидову (совместно с академиком РАХ Ю. П. Ишхановым), архитектор В. А. Лопатин, 1,3 натуральных величины, г. Красноярск, 2000 г., бронза.

- Мемориальная доска В. М. Крутовскому, г. Красноярск, 2003 г., алюминий.

- «Меркурий», торгово-промышленная палата г. Красноярска, 0,7 натуральной величины, 2004 г., бронза.

- Мемориальная доска В. П. Кабанову, г. Красноярск, 2005 г., бронза.

- Мемориальная доска Герою Советского Союза Д. Д. Мартынову, г. Красноярск, 2008 г., бронза.

- Памятник герою Социалистического труда А. Е. Бочкину (совместно с академиком РАХ Ю. П. Ишхановым), архитектор А. Б. Касаткин, г. Дивногорск, 2 натуральной величины, 2008 г., бронза.

- Памятный знак «К 100-летию падения Тунгусского метеорита», архитектор А. Б. Касаткин, п. Ванавара, 2008 г., гранит.

- Бюст Героя Советского Союза Увачан И. П., п. Бакит, 2010 г., h- 1,5 м.

- Бюст Героя Социалистического труда генерал-майора Штефан П. Т., 2011 г., h — 2,5 м, г. Железногорск.

- Мемориальная доска почётному гражданину г. Красноярска Сизову Л. Г. , 2012 г., Красноярск, гранит.